# Pacto de Xochimilco
El Pacto de Xochimilco es la alianza formal entre Emiliano Zapata y  Pancho Villa, ocurrido el 4 de diciembre de 1914, este encuentro hizo que fuera posible la toma de la Ciudad de México por parte de los revolucionarios.

## Antecedentes
En 1914, Venustiano Carranza citó a una convención de las fuerzas revolucionarias, para limar asperezas entre ellas; Carranza no logró su objetivo, pues Villa se fortaleció en la Convención de Aguascalientes. Como resultado, Venustiano Carranza y Obregón rompieron con la Convención.

## El encuentro

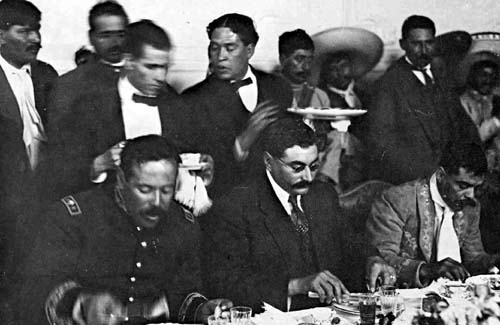
Francisco Villa, Eulalio Gutiérrez y Emiliano Zapata tras tomar la Ciudad de México

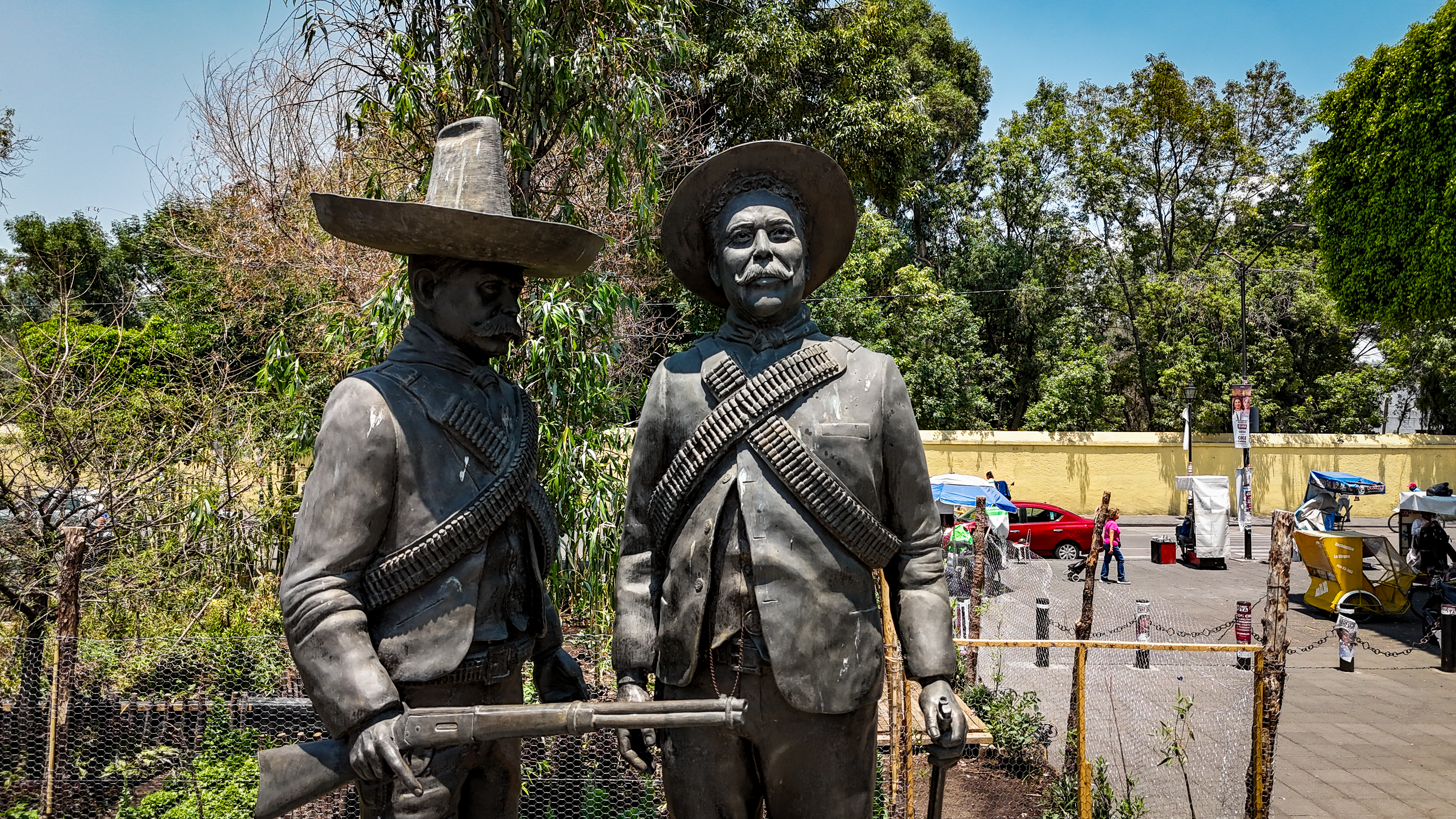
Escultura que conmemora el pacto en la explanada de la alcaldía Xochimilco.

Disgustados por la actitud de Venustiano Carranza, en oposición con la Convención de Aguascalientes, y el olvido con problema del reparto agrario, principal causa del movimiento zapatista, los generales decidieron reunirse para planear la oposición al gobierno de Carranza.
En la reunión participaron notables personajes ambos bandos, tras discutir los puntos, decidieron que la División del Norte y el Ejército Libertador del Sur se fusionarían en un solo ejército para levantarse en contra de Carranza; asimismo, convinieron que la lucha seguiría hasta conseguir el reparto agrario y que ninguno de ellos ocuparía la presidencia, ya que ésta debería recaer en un civil.
Después del acuerdo las fuerzas del Pacto avanzaron hacia la Ciudad de México, la que tomaron el 6 de diciembre con un ejército de más de 50 mil hombres; mientras tanto Carranza instaló su gobierno en el Puerto de Veracruz presionado por los revolucionarios.